# Câmpul lui Marte (Roma)

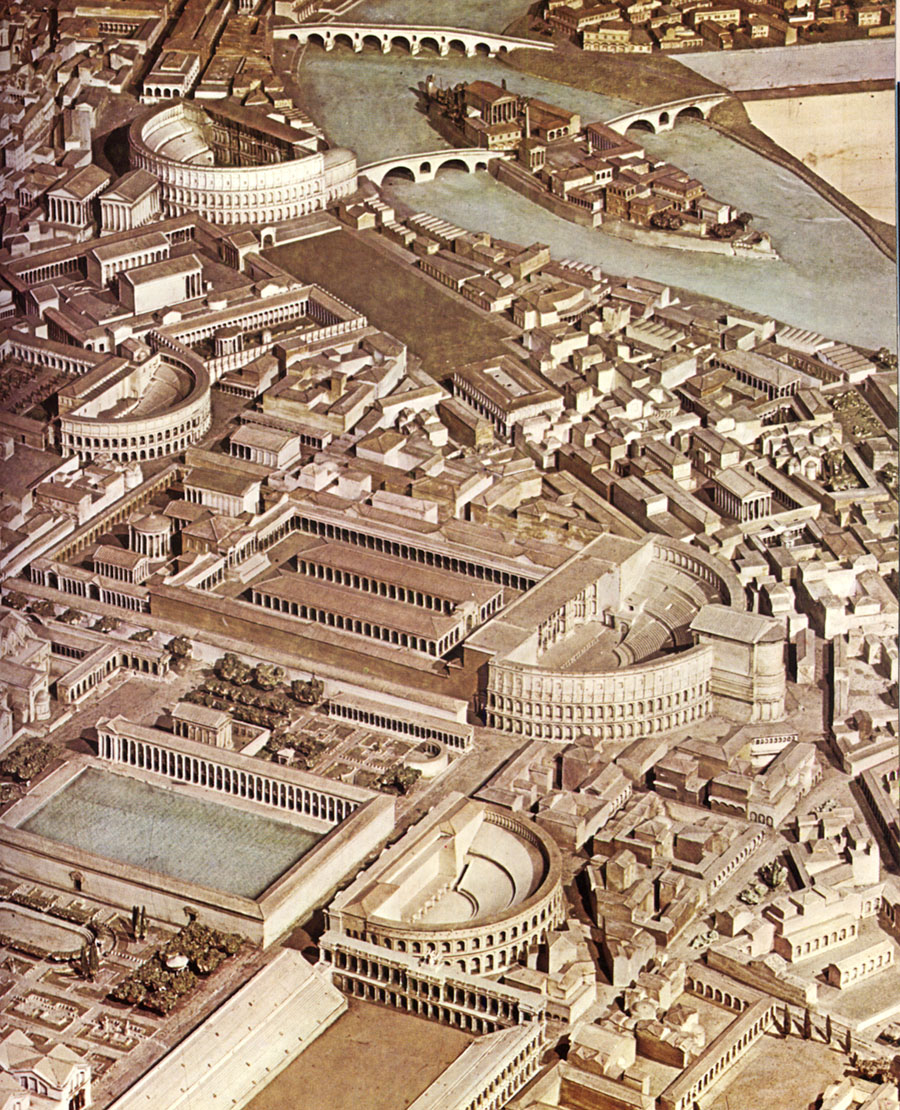
Machetă: Câmpul lui Marte pe la anul 300 d.Hr.

Câmpul lui Marte (în latină Campus Martius, iar în italiană Campo Marzio) era în Roma Antică o câmpie de aproximativ 2 km², aflată inițial în afara zidurilor orașului, unde, potrivit tradiției, Romulus consacrase un templu dedicat zeului Marte. În cursul timpului zona a fost înglobată în orașul antic, fiind locul în care au fost construite importante monumente publice precum Teatrul lui Pompei (sec. I î.Hr.), Panteonul (sec. I î.Hr. și II d.Hr.), Mausoleul lui Augustus, Teatrul lui Marcellus, Circul lui Domițian (sec. I d.Hr.), Templul lui Hadrian și Coloana lui Marcus Aurelius (sec. II d.Hr.). Datorită altitudinii joase zona a fost afectată permanent de inundațiile fluviului Tibru. În epoca modernă situația a fost îmbunătățită de îndiguirea malurilor. În consecință și nivelul solului a crescut sesizabil în cursul a două milenii, diferența de nivel fiind vizibilă în jurul Panteonului. După decăderea Imperiului Roman și depopularea masivă a orașului, Câmpul lui Marte a rămas locuit neîntrerupt până în prezent, în comparație cu multe alte cartiere. Pe lângă vestigiile antice, zona ilustrează din punct de vedere arhitectonic și toate perioadele artistice succesive, găzduind o multitudine de palate și biserici și piețe.

## Istorie

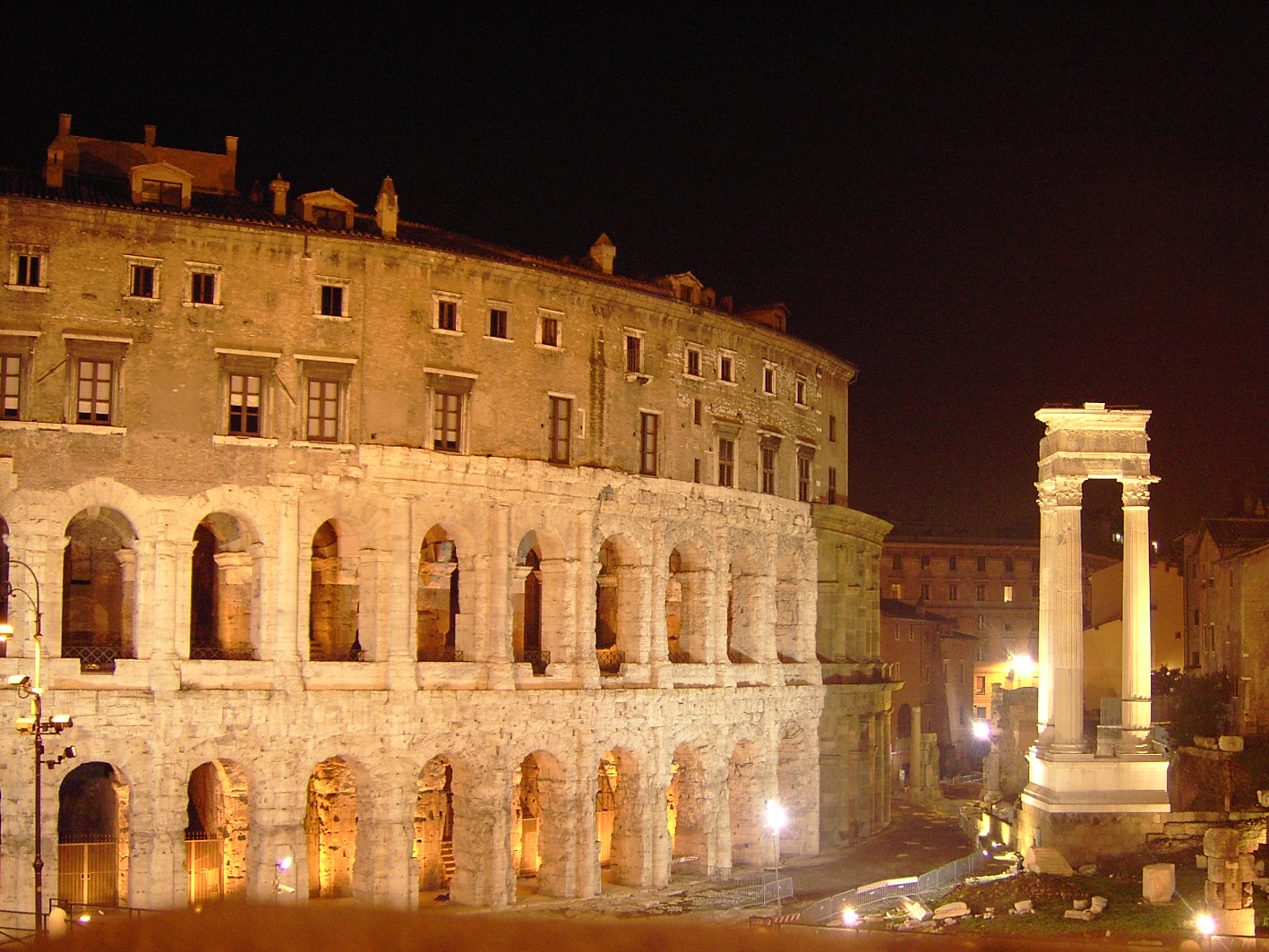
Teatrul lui Marcellus

Câmpul lui Marte servea în Antichitate drept loc de desfășurare a exercițiilor militare, precum și a diverselor altor activități: acolo se țineau adunările poporului, acolo se alegeau magistrații, iar tineretul își exersa tehnicile de luptă, aruncarea suliței și a discului, conducerea carelor de luptă etc. 
În ultima perioadă a Republicii Romane au fost ridicate în jurul Câmpului lui Marte porticuri, arcuri de triumf, precum și monumente publice importante. Teatrul lui Pompei a fost primul teatru de piatră ridicat în oraș. Clădirea ilustrează ruperea cu tradiția greacă, romanii folosind arcade pentru a sprijini tribunele, în loc de a se plia pe relief și a construi la marginea dealurilor. Din complexul ridicat de Pompei făcea parte și un portic, în care s-a întrunit Senatul în ziua fatidică de 15 martie 44 î.Hr.
Pe Câmpul lui Marte se află Piazza Navona, care reproduce conturul Stadionului antic al lui Domițian.  
Prin imitație, la Paris, unui întins spațiu aflat între Școala Militară și Turnul Eiffel i s-a dat numele de Câmpul lui Marte. De asemenea, unul dintre cele mai mari parcuri din Atena poartă numele de Pedion tou Areos⁠(d) (Πεδίον του Άρεως), după același model.

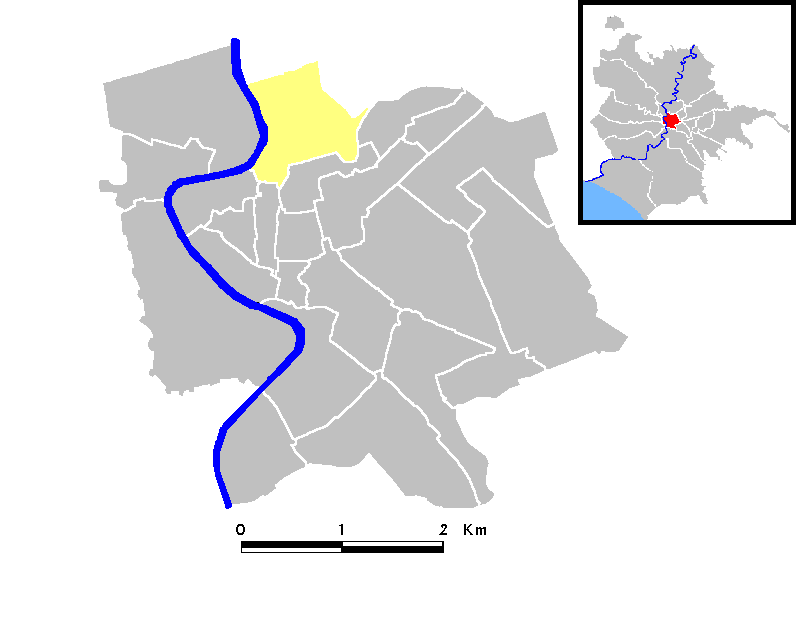
Localizarea rionului „Campo Marzio”, pe o hartă a Romei

Campo Marzio este una din cele 22 de regiuni (rioni) ale Romei, în prezent (desemnată în nomenclatura administrativă prin codul RIV).